# Villa Gratia
Villa Gratia is een villa aan de Koningslaan 2a in de wijk het Spiegel van de Noord-Hollandse plaats Bussum. Het gebouw is een rijksmonument en dateert uit circa 1878.
Het is een van de eerste villa's die gebouwd werden in het Spiegel nadat de Oosterspoorlijn van Amsterdam naar Amersfoort aangelegd was in 1874.
De villa is ontworpen door de architect M.M. van Ingen-Trappen. Opdrachtgever was baron J.E.N. Schimmelpenninck van der Oye. De villa draagt de naam Gratia, een vernoeming naar de tweede echtgenote van de baron, Gratia Labouchèr.